# March 711
 (janvier 2015).
Si vous disposez d'ouvrages ou d'articles de référence ou si vous connaissez des sites web de qualité traitant du thème abordé ici, merci de compléter l'article en donnant les références utiles à sa vérifiabilité et en les liant à la section « Notes et références ».
Chronologie des modèles (1971 - 1972)
March 701 March 721
La March 711 est une monoplace de Formule 1 ayant participé aux championnats du monde de Formule 1 1971 et 1972 avec diverses équipes et pilotes dont Ronnie Peterson, Henri Pescarolo, Niki Lauda et Carlos Pace.

## Historique

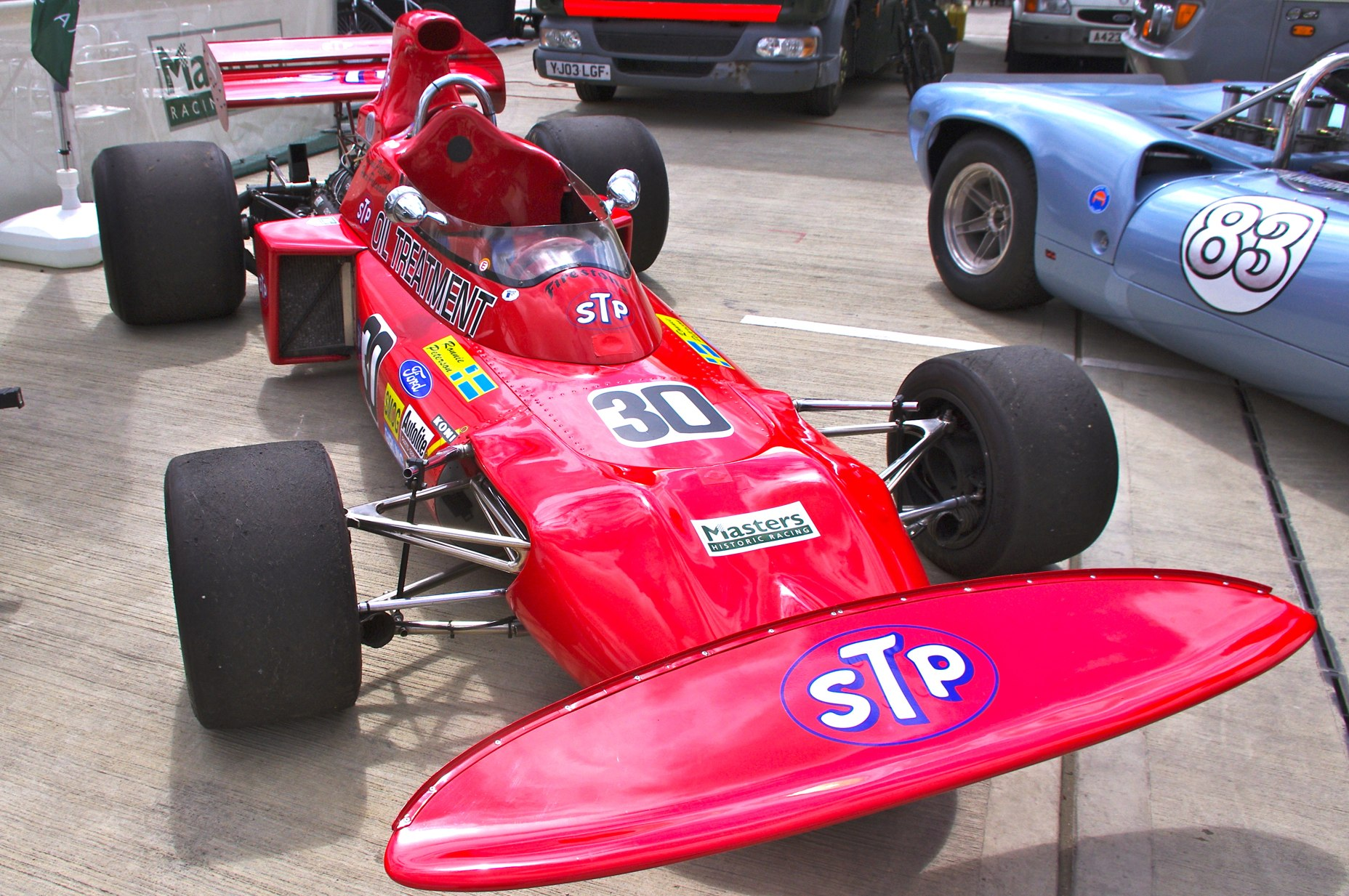
La March 711 à Silverstone en 2011.

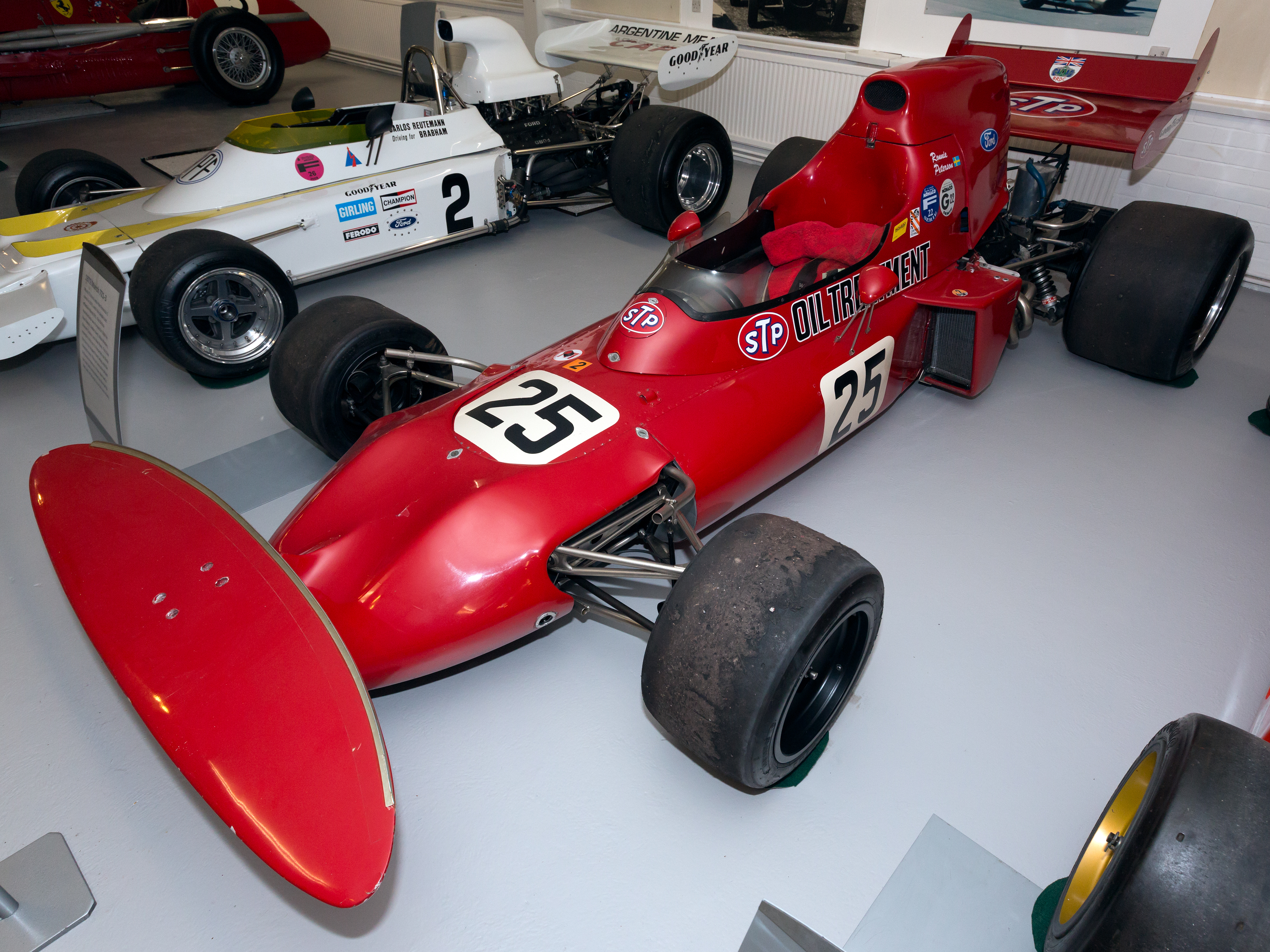
La March 711 de Ronnie Peterson au musée de Donington Park.

Pour son premier Grand Prix, en 1971, la March 711 est engagée par l'équipe officielle March Engineering avec Ronnie Peterson, Andrea de Adamich, Alex Soler-Roig, Niki Lauda et Nanni Galli. Au cours de cette saison, Peterson termine deuxième à quatre reprises à Monaco, en Grande-Bretagne, en Italie et au Canada. La meilleure qualification de la saison est une cinquième place de Peterson en Grande-Bretagne. Peterson se classe deuxième du championnat du monde des pilotes derrière Jackie Stewart et devant François Cevert. Côté constructeurs l'équipe termine quatrième, derrière la Scuderia Ferrari et devant Team Lotus. 
Au cours de cette saison, Frank Williams engage une March 711 pour Henri Pescarolo. Sa meilleure qualification est une dixième place en Allemagne et en Italie et son meilleur résultat une quatrième place en Grande-Bretagne. Skip Barber s'engage également pour quelques Grands Prix avec le Gene Mason Racing. Sa meilleure qualification est une vingt-quatrième place aux Pays-Bas et au Canada. Il ne termine cependant aucune course. Enfin Mike Beuttler s'engage avec le Clarke-Mordaunt-Guthrie Racing ; sa meilleure qualification est une seizième place en Italie, il ne termine aucune course.
En 1972, la March 711 n'est engagée à plein temps que par Team Williams Motul avec Carlos Pace. Sa meilleure qualification est une onzième place en Belgique, France et en Allemagne. Le meilleur résultat obtenu est une cinquième place en Belgique qui lui permet de marquer 3 points et de se classer dix-huitième du championnat du monde devant Tim Schenken et derrière Andrea de Adamich. Speed International confie un châssis à Ray Allen au Grand Prix de Grande-Bretagne mais la voiture est indisponible. Enfin, Skip Barber pilote pour le Gene Mason Racing aux Grand Prix des États-Unis et du Canada. Son meilleur week-end est celui du Canada, avec une qualification en vingtième position et une seizième place en course.